# Тейлор (Північна Дакота)
Тейлор (англ. Taylor) — місто (англ. city) в США, в окрузі Старк штату Північна Дакота. Населення — 230 осіб (2020).

## Географія
Тейлор розташований за координатами 46°54′8″ пн. ш. 102°25′22″ зх. д. / 46.90222° пн. ш. 102.42278° зх. д. (46.902205, -102.422874).  За даними Бюро перепису населення США в 2010 році місто мало площу 1,30 км², з яких 1,29 км² — суходіл та 0,01 км² — водойми.

## Демографія
Згідно з переписом 2010 року, у місті мешкало 148 осіб у 75 домогосподарствах у складі 44 родин. Густота населення становила 114 осіб/км².  Було 96 помешкань (74/км²).
Расовий склад населення:
| - 98,6 % — білих - 0,7 % — корінних американців |

До двох чи більше рас належало 0,0 %. Частка іспаномовних становила 0,7 % від усіх жителів.
За віковим діапазоном населення розподілялося таким чином: 17,6 % — особи молодші 18 років, 56,0 % — особи у віці 18—64 років, 26,4 % — особи у віці 65 років та старші. Медіана віку мешканця становила 50,2 року. На 100 осіб жіночої статі у місті припадало 92,2 чоловіків;  на 100 жінок у віці від 18 років та старших — 87,7 чоловіків також старших 18 років.
Середній дохід на одне домашнє господарство  становив 76 741 долар США (медіана — 46 389), а середній дохід на одну сім'ю — 83 009 доларів (медіана — 70 000). За межею бідності перебувало 14,5 % осіб, у тому числі 32,2 % дітей у віці до 18 років та 4,9 % осіб у віці 65 років та старших.
Цивільне працевлаштоване населення становило 125 осіб. Основні галузі зайнятості: будівництво — 16,8 %, освіта, охорона здоров'я та соціальна допомога — 15,2 %, сільське господарство, лісництво, риболовля — 13,6 %.